# Kunstenaarsvereniging Laren-Blaricum

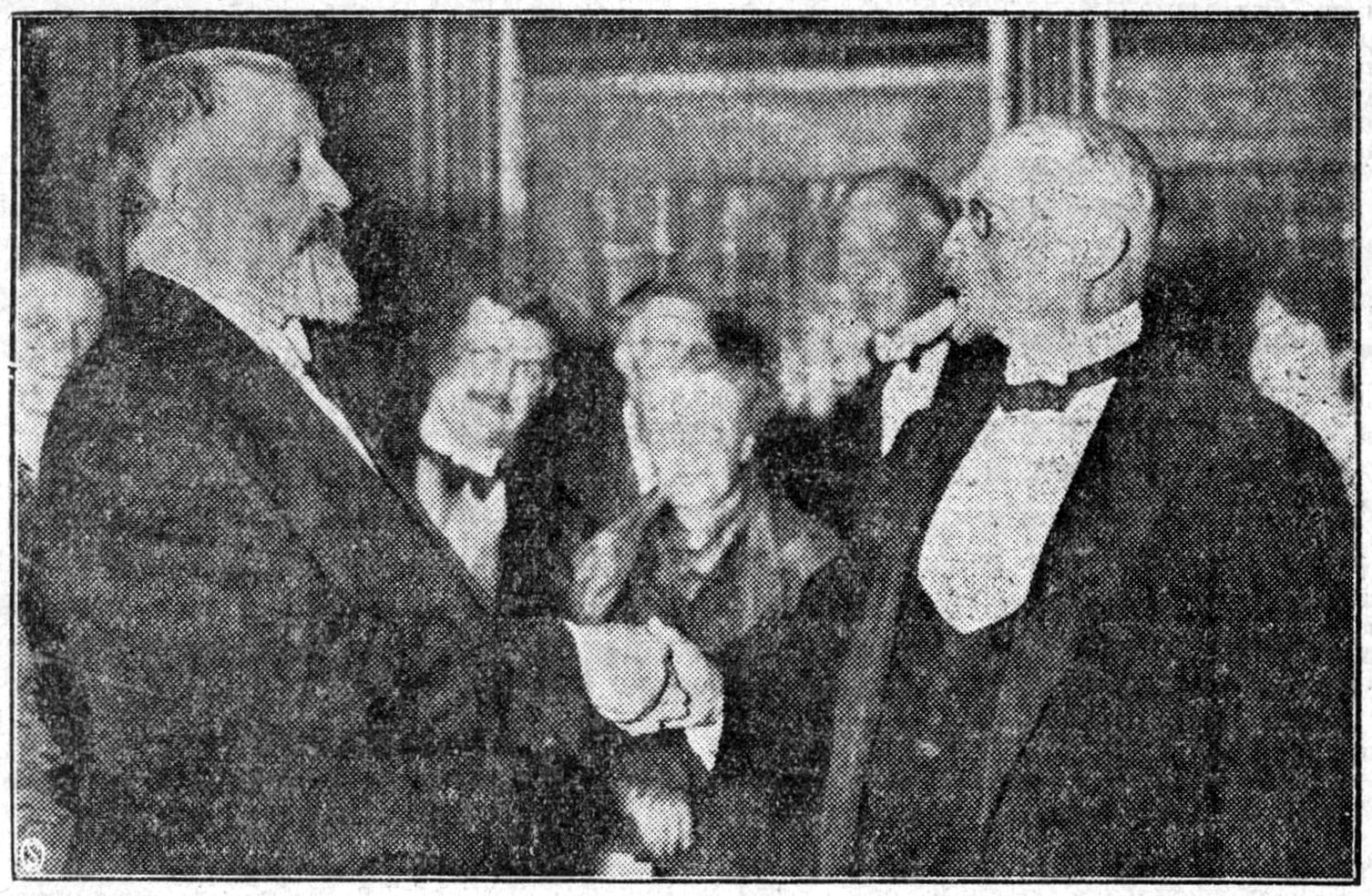
Co Breman als voorzitter Ver. v. Beeld. Kunstenaars feliciteerde Herman Heyenbrock op z'n 60ste verjaardagsgala, 1931

De Vereeniging voor Beeldende Kunsten Laren-Blaricum was een Nederlandse vereniging van beeldend kunstenaars in de regio Laren-Blaricum van 1921 tot 2003.
Eind 19de eeuw ontstonden er in diverse landen ‘kunstenaarskolonies’. In Nederland kwamen kunstenaars in het Noord-Hollandse Laren bij elkaar. Hun ontmoetingsplaats was het kroegje in hotel Hamdorff.
In 1903 richtte August Le Gras de kunstenaarsvereniging 'De Tien' op en in 1921 besloten enkele kunstenaars de Vereeniging ‘Laren-Blaricum‘ op te richten. Co Breman was de eerste voorzitter, en bleef als zodanig tot in de jaren 1930 actief. De vereniging organiseerde tentoonstellingen in hotel Hamdorff, eigendom van Jan Hamdorff, die toen gemeenteraadslid was en handelaar in onroerende goederen. Hamdorff verhuurde ateliers, hielp de schilders aan modellen en liet zich regelmatig met kunstwerken betalen.
In 1928 had de vereniging 146 leden. Omdat de Vereniging milde toelatingseisen had, splitsten 28 leden zich in 1935 af en vormden onder leiding van David Schulman de Gooische Schildersvereniging. Beide verenigingen exposeerden vanaf dat moment bij Hamdorff. Er werd goed verkocht.
Na de Tweede Wereldoorlog liep het ledenaantal terug. De leden richtten een modeltekenclub op die een ruimte op de zolder van Hotel Hamdorff gebruikte. Lid waren onder anderen Flip Hamers, Peter Zwart en Kees Schrikker
In 1951 werd ter ere van het 30-jarig bestaan van Laren-Blaricum een expositie gehouden met de naam "Schilders die Laren ontdekten". Er kwamen 2000 bezoekers.
In 1960 vormden Flip Hamers, Pieter Pouwels en Rien Stuurman een commissie om de vereniging weer tot bloei te brengen en voor nieuwe leden te zorgen. Een jaar later was het 40-jarig bestaan van de vereniging, hetgeen gepaard ging met de tentoonstelling, waar onder andere, het beeld van Jan Hamdorff te zien was, gemaakt door Gerard Hoppen
Tijdens het 50-jarig bestaan telde de vereniging nog maar 41 leden. Hun laatste tentoonstelling in Hamdorff was in 1978, dat jaar werd het hotel failliet verklaard en afgebroken. De volgende tentoonstelling was in het Singer waar sindsdien jaarlijks in het prentenkabinet een expositie wordt georganiseerd.
In 2003 werd besloten dat het prentenkabinet te klein was. Nu worden om het jaar exposities georganiseerd in drie tuinkamers. Deze ruimte laat toe dat ‘Laren-Blaricum’ en ‘De Gooische’ samen kunnen exposeren en de twee verenigingen maakten plannen om tot een fusie te komen. Dit is in 2005 gebeurd, De ‘Gooische‘ is opgeheven en alle leden zijn naar kunstenaarsvereeniging Laren-Blaricum gegaan.

## Leden
In totaal hebben ruim 500 kunstenaars gewoond of gewerkt in Laren-Blaricum, onder wie:
| - Co Breman, 1865-1938 - Rie Cramer - Antoon Derkinderen - Ger Dorant - Leo Gestel - Flip Hamers, 1909-1995 - Hein Kever | - Frans Langeveld 1877-1939 - August Le Gras - Lou Loeber - Mien Marchant - Anton Mauve - Wally Moes, 1856-1918, schilderes/schrijfster - Albert Neuhuys - Pieter Pouwels | - Ben Peters - Richard Roland Holst, 1868-1938 - Gerbrand Frederik van Schagen 1880-1968 - Kees Schrikker, 1898-1993 - David Schulman, 1881-1966 - Willy Sluiter, 1873-1949 - Frans Smissaert - Peter Zwart, 1911-2000 |

## Divers
- Pieter Pouwels maakte onder andere in 1894 de preekstoel van een kerk in Mariakerke.[16]
- Frans Smissaert[17] woonde in villa 'Le Grand Chaumière' op de Torenlaan 45 in Laren
- Co Breman woonde op de Torenlaan 55 in Laren; hij was secretaris van 'De Tien'.
- David Schulman[18] woonde in villa Beukenroode op de Torenlaan 57 in Laren
- Salomon Garf woonde tijdens zijn verblijf in Laren in villa La Planaz op de Torenlaan 56
- Rie Cramer[19] woonde na de oorlog in villa La Planaz op de Torenlaan 56
- Gerbrand F. van Schagen woonde sinds 1918 in villa "Klein Bloemhof" aan de Jagersweg (eerst was dit nr. 13, later werd dit nr. 19 en uiteindelijk nr. 23).